# Sylviane Dupuis
Pour les articles homonymes, voir Dupuis.
 (décembre 2024).
Si vous disposez d'ouvrages ou d'articles de référence ou si vous connaissez des sites web de qualité traitant du thème abordé ici, merci de compléter l'article en donnant les références utiles à sa vérifiabilité et en les liant à la section « Notes et références ».
Sylviane Dupuis, née le 20 mars 1956 à Genève, est une poète, dramaturge et essayiste suisse.

## Biographie
Dupuis a obtenu sa licence ès Lettres (en littérature française, en archéologie et en grec classique) à Genève en 1979. Son mémoire de licence a été supervisé par Jean Starobinski.
Après avoir travaillé dans le domaine de l'édition à Paris et avoir été assistante à la Faculté des Lettres de l'Université de Genève pendant un an, elle a décidé de se consacrer à l'écriture.
Elle est enseignante de littérature française au Collège Calvin à Genève et a également enseigné à l'Université de Genève de 1997 à 2000.

## Bourse et distinction
- 1986 : prix C.F. Ramuz pour Creuser la nuit[1]
- Entre 1989 et 1999 : bourse de Pro Helvetia

## Publications

### Poésie
- Odes brèves, Lausanne, Empreintes, 1995
- D’un lieu l’autre (1985) suivi de Creuser la Nuit (1985)[2] suivi de Figures d’égarées (1989)[3], Moudon, Poche Poésie, Empreintes, 2000
- Géométrie de l’illimité, Genève, La Dogana, 2000
- Poème de la méthode, Chavannes-près-Renens, Empreintes, 2011  (ISBN 978-2-940414-18-5)

### Essais
- Travaux du Voyage, Genève, Zoé, 1992[4],[5]
- À quoi sert le théâtre? Genève, Zoé, 1998
- Qu'est-ce que l'art? 33 propositions, Genève, Zoé, 2013  (ISBN 978-2-88182-889-8)
- Au commencement était le verbe. Sur la littérature de Suisse francophone du XXe siècle, Genève, Zoé, 2021  (ISBN 978-2-88927-883-1)
- Jacques Chessex - L'écriture ogre, Lausanne, Presses polytechniques et universitaires romandes, coll. « Savoir suisse », 2024, 192 p. (ISBN 978-2889156382)[6],[7]

### Théâtre
- La Seconde Chute, Genève, Zoé, 1993 (rééd. 1996)[8]
- Moi, Maude, ou la Malvivante (bilingue français-allemand), Genève, Zoé, 1997[9],[10]
- Être là, Genève, Zoé, 2002
- Théâtre de la parole / Teatro della parola, Faenza, Mobydick, 2004
- Les Enfers ventriloques, Chambéry, Comp’Act/L’ACT MEM, 2004 (rééd. 2009)
- Le Jeu d’Ève, Genève, Zoé, 2006
- Cantate à sept voix, Le Miel de l'Ours, 2009